# Singhiella citrifolii
Singhiella citrifolii es un hemíptero de la familia Aleyrodidae, con una subfamilia: Aleyrodinae.
Fue descrita científicamente por primera vez por Morgan en 1893.